# Anton Braith
Anton Braith, né le 2 septembre 1836 à Biberach et mort le 3 janvier 1905 à Biberach, est un peintre animalier (notamment de vaches, comme en France Rosa Bonheur) et paysagiste allemand.  Il était professeur de l'académie des beaux-arts de Munich.

## Biographie

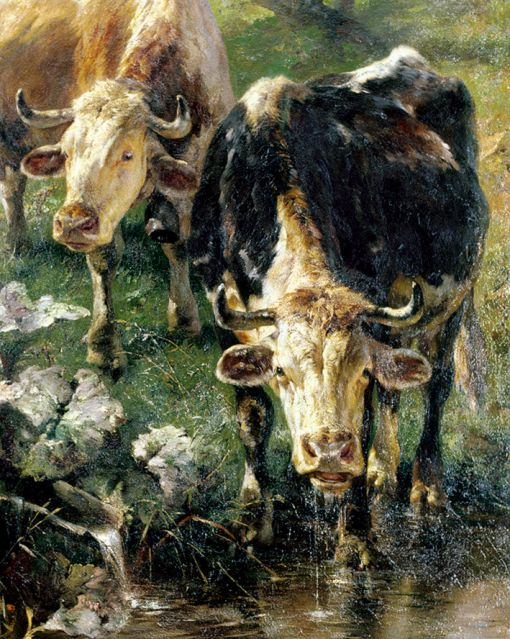
Vaches, musée de Biberach

Braith est le fils d'un modeste journalier de Biberach qui deviendra ensuite fermier. Il est garçon vacher dans son enfance chez son père. Il parvient à obtenir une bourse en 1851 pour étudier le dessin à l'école des arts de Stuttgart et il suit l'enseignement de Bernhard von Neher, Heinrich von Rustige et Heinrich Funk. Il s'installe en 1860 à Munich avec son camarade d'études Albert Kappis et obtient ses premiers succès. Il y fait aussi la connaissance de Christian Mali avec qui il entretient une amitié qui dure sa vie entière. Ils font partie de la colonie d'artistes de Branneburg, de Pang et d'Aresing et peignent sur le motif et en plein air.
Il fait un voyage à Paris en 1867 avec Mali, Kappis et Carl Ebert. Il rencontre le succès au cours de plusieurs expositions, si bien qu'avec Mali, il fait l'acquisition d'un atelier à Munich, surnommé Schwabenburg (le château de Souabe) qui accueille des amis peintres, dont Josef et Ludwig Willroider. Il fait avec Mali un voyage qui l'inspire en 1874 au lac de Constance. Il s'achète une villa à Biberach l'année suivante, où il passe de fréquents séjours de vacances.
Il visite le nord de l'Allemagne en 1886 et l'Italie en 1884 et 1889.
Il refuse avec Mali de faire partie de la sécession munichoise et reste fidèle en 1892 à la société des artistes munichois.
Braith souffre du foie et fait une cure en 1904 à Bolzano. Il retourne à Biberach six mois avant sa mort. Célibataire et sans héritier, il fait don de ses œuvres à la municipalité de Biberach qui ouvre un musée en sa mémoire, où sont exposées aussi les toiles de Mali, qui se fera enterrer près de son ami.

## Articles connexes

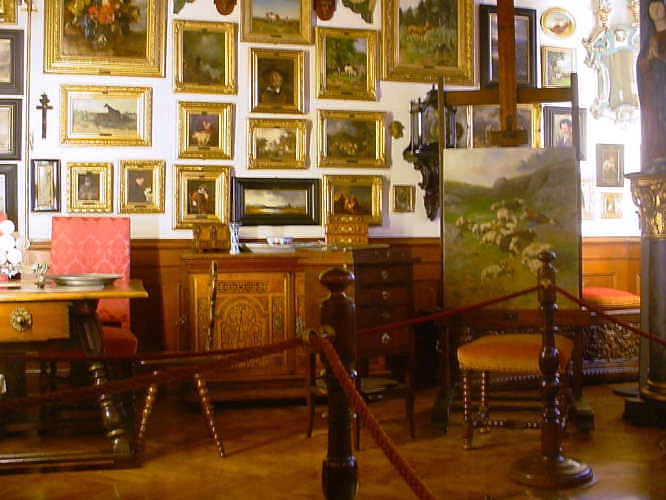
L'atelier de Braith au musée de Biberach